# Ломаный грош
Ломаный грошъ — советская и российская рок-группа из Саратова, существовавшая в 1987-1991 и 1994-1995 годах. Лидер группы и автор всех песен Андрей "Дюша" Сущенко.

## История

###### Предпосылки к созданию группы
До 1986 года о музыкальной деятельности Андрея Сущенко по прозвищу Дюша ничего не известно. В открытый в том году саратовский рок-клуб он вступает в составе мифической группы "Экспериментальный марш", давшей всего один концерт. По воспоминаниям очевидцев, это было предельно несерьезное творчество с какими-то пародиями и одной акустической гитарой на всех. .
Впрочем, "Экспериментальный марш" просуществовал недолго и уже к первому отчетному концерту рок-клуба 5 октября он трансформировался в группу "КИЧ". Накануне концерта внутри команды происходит разлад, и в итоге семнадцатилетний Сущенко выходит на сцену один.  В разгромной статье о концерте саратовская областная газета "Заря молодежи" упомянула Дюшу как "легендарную в рок-клубе личность" и причислила к "металлистам", с которыми он был дружен. "Девицы прыгали на сцену, целовали, совали в рот гвоздику. Дюша гвоздику отбрасывал в сторону. Самым важным для него в тот момент было "число звуков, срывающихся из-под пальцев в секунду".  . Благодаря этой статье, в истории сохранился фрагмент текста одной из ранних Дюшиных песен, исполненной совсем не в металлическом ключе.
Остатки мыслей, остатки слов
Я бросаю к вам в зал.
Считайте меня, чем угодно:
Подонком, мразью или крестным отцом,
Но я не подонок, не трехлетний ребенок,
Я - ваша тень!

###### Образование и деятельность группы
В декабре 1987 года Сущенко выступает на Первом саратовском рок-фестивале. Он вышел на сцену ДК Авиастроителей в составе группы, впервые объявленной как «Ломаннный грошъ». На самом деле, в тот момент группы как таковой еще не было - Дюше просто помогли друзья по рок-клубовской тусовке, задействованные в тот момент в "Иуде Головлеве" - басист Сергей Мамонтов, барабанщик Роман Окороков и саксофонист Владимир Колюк. Их сыроватое выступление произвело фурор и было особо отмечено в официальной и самиздатовской прессе, хотя призовых мест и не получило. Особое место в истории Первый Саратовский рок-фестиваль занял еще и благодаря документальному фильму Нижне-волжской киностудии «Кто я тебе?», посвященному острой проблеме стычки гопников и рокеров. Важной частью звуковой дорожки фильма стали фрагменты трех песен Сущенко, органично дополняющих его злободневную тематику.
После фестиваля начинает формироваться уже  более крепкий состав "Ломаннного гроша". Из "Иуды Головлева" переходит Сергей Мамонтов, а также присоединяется гитарист "Запретной зоны" Владимир "Карл" Королев.  Немного дольше продолжались поиски барабанщика, пока место не было предложено 14-летнему ударнику группы "Пломбир" Ефиму Файфману. Это случилось накануне пензенского фестиваля "Рок-Ремонт", проходившего 5 и 6 мая 1988 года . Именно пензенские зрители впервые увидели полноценный состав "Ломаннного гроша", который ожидаемо произвел сенсацию. В сентябре того же года композиция «Хэй, мама» "Ломаный грошъ" (уже с одним "н" в названии) становится "лучшей песней" на Череповецком рок-фестивале, а «песня «Бельевые веревки» счет голосов потеряла». 5 ноября вместе  с дружественным "Похоронным Бюро" "Ломаный грошъ" выступает в московском ДК МЭИ в компании московских "Веселых картинок" и ленинградских "Время любить". На единственном выступлении Дюши и команды в Москве его творчество абсолютно «не впечатлило» столичную. По мнению большинства, причина этому - плохо отстроенный звук. В апреле 1989 года у "Ломаного гроша" снова случился гастрольный успех на Ижевском рок-фестивале, куда они впервые приезжают с постоянным клавишником Игорем Глумовым. В мае группа выступает на фестивале "Рок за спасение Волги" в городе Волжском. После этого целый сезон группа была  задействована в спектакле саратовского ТЮЗа "Беатриче" .
В сентябре 1989 года Александр Файфман (старший брат барабанщика Ефима Файфмана и участник "Похоронного бюро") организует группе запись девяти песен на студии саратовского телевидения, на три из которых затем были сняты клипы. Эта запись стала единственной студийной работой "золотого" состава. Несмотря на спорное отношение музыкантов к результату, запись брала слушателя проникновенностью песен, в меру эклектичными аранжировками и технической чистотой записи.

###### Распад
В первой половине 1990 года группа участвует в фестивалях в Волгограде (Уездный рок-слет) и Тольятти (ВолРОУ-90). В сентябре они принимают участие в праздновании 400-летия Саратова и выступают на одной из центральных площадей города. На этом концерте и на некоторых последующих басиста Сергея Мамонтова заменяет Владимир Федотов. В декабре "Ломаный грош" успешно выступает на Третьем саратовском рок-фестивале в ДК Россия. По воспоминаниям Ефима Файфмана, в группе "уже какое-то было ощущение приближающегося предела, и как следствие – конца". 4 мая 1991 года «Ломаный грош» участвует в нижегородском рок-фестивале «Флюс», поделив призовое место с "Хронопом". Нижний Новгород стал последним городом, который увидел выступление «Ломаного гроша». Вскоре группа перестала собираться, несмотря на многочисленные предложения. Помимо отсутствия серьезных перспектив, все начало рассыпаться в связи с иными планами на жизнь музыкантов, а также из-за «скверного» характера самого Дюши.

###### Попытка возрождения
Следующие три года после распада название «Ломаный грошъ» продолжало фигурировать в хит-парадах «Зари молодежи», но к активной деятельности группа больше не возвращалась. Весной 1993 года в телеинтервью Андрей Сущенко упомянул, что "хотел бы поплакаться в жилет очень крутым дядькам с миллионами" с просьбой финансовой помощи для дальнейшей деятельности "Ломаного гроша" . Летом 1994 года в газете "Заря молодежи" вышло большое интервью с Андреем Сущенко, где он упомянул, что записал в студии "Тарек" четыре песни под маркой "Ломаного гроша" , хотя из музыкантов оригинального состава в ней был задействован только Ефим Файфман. Помимо этого, в записи приняли участие гитарист Дмитрий Толстов и басист Антон Романенко. В 1995 году были планы на выступления этого состава, которым не суждено было осуществиться в силу внутренних и внешних причин. Получилась только пара полуакустических концертов в составе: Андрей Сущенко, Ефим Файфман и Владимир Журавлев на клавишных.

###### Дюша Кукушин
С 1994 по 1998 год Андрей Сущенко был известен в роли ведущего на радиостанции "Европа плюс"  и телепрограммы "Музыкальный магазин" под псевдонимом Дюша Кукушин (который часто принимают за его настоящее имя) . Под этим же псевдонимом в конце 1996 года он выступил в новогодней программе местного телевидения с песней "Было, но прошло". Клавишником и аранжировщиком композиции был Игорь Куприянов. Были планы о продолжении музыкальной деятельности, но про них ничего не известно.
31 июля 1998 года Андрей Сущенко погиб, купаясь в Волге. По местному радио и телевидению вскоре вышли посвященные ему программы.

## Участники "Ломаный грошъ" после распада
Ефим Файфман с конца девяностых живет в Москве, иногда пишет музыку для сериалов. Сергей Мамонтов жил несколько лет в Испании, а ныне живет в Тамбове. Владимир Федотов живет и работает в Саратове. Дмитрий Толстов, Антон Романенко, Роман Окороков и Владимир Журавлев живут и работают в Москве. Игорь Глумов несколько лет жил в Москве и вернулся в Саратов.  Владимир "Карл" Королев умер 5 марта 2013 года.

###### Всплеск интереса
В середине нулевых появился новый виток интереса к творчеству "Ломаный грош". С развитием технологий по фонотекам саратовских меломанов стала широко копироваться оцифрованная Владимиром Королевым запись, сделанная группой на студии телевидения. Также оцифровке подверглась и одна из копий фильма "Кто я тебе? ". В 2005-2007 годах пару песен авторства Андрея Сущенко регулярно исполняла на концертах группа "Мохнатые барсуки", участники которой работали с ним на "Европе плюс". В 2006 году, к мероприятиям, посвященным двадцатилетию образования Первого Саратовского рок-клуба, небольшим тиражом был сделан DVD-диск, содержавший аудио, видео и фотографии "Ломаного гроша". В начале 2007 в Большом зале Дома Кино состоялся концерт памяти Андрея Сущенко, организованный участниками Первого рок-клуба, в котором его песни исполнялись музыкантами разных поколений. С того же времени песни Андрея Сущенко появились в концертном репертуаре возрожденной группы "Иуда Головлев". Большой резонанс вызвала в 2009 году информация о том, что московская металл-команда "Годзилла", готовится выпустить на своем дебютном альбоме песню "Хей, мама" без указания авторства. В ответ на это была обнародована информация что участники дружественных Сущенко саратовских групп "Иуда Головлев", "Кро-маньон", "Драма", "Хайдеггержив" и "Какъ" собрались записать эту же песню для дальнейшей ее публикации с информацией о подлинном авторстве. Хотя саратовскими музыкантами данный трек так и не был записан, московские металлисты также вскоре передумали издавать свою версию песни.

## Дискография

###### Студийные записи
1989 - Ломаный грош (запись на студии саратовского телевидения)
1994 - Ломаный грош (запись на студии "Тарек")

###### Концертные записи
1987 - выступление на Первом Саратовском рок-фестивале
1988 - выступление на "Рок-Ремонт" (Пенза)
1989 - выступление на фестивале "Рок за спасение Волги" (Волжский)